# إريك بولينج
إريك بولينج (بالدنماركية: Erik Balling)‏ (و. 1924 – 2005 م) هو مخرج أفلام، وكاتب سيناريو، وكاتب سير ذاتية، وكاتب دنماركي، توفي في كوبنهاغن، عن عمر يناهز 81 عاماً، بسبب نوبة قلبية.

## وصلات خارجية
- إريك بولينج على موقع IMDb (الإنجليزية)
- إريك بولينج على موقع ألو سيني (الفرنسية)
- إريك بولينج على موقع أول موفي (الإنجليزية)
- إريك بولينج على موقع قاعدة بيانات الأفلام السويدية (السويدية)
- إريك بولينج على موقع ديسكوغز (الإنجليزية)
- إريك بولينج على موقع قاعدة بيانات الفيلم (الإنجليزية)
- إريك بولينج على موقع كينوبويسك (الروسية)